# Iván Sánchez Aguayo
Iván Sánchez Aguayo (nascut el 23 de setembre de 1992) és un futbolista professional andalús que juga d'extrem al club de la primera divisió Reial Valladolid. Anteriorment, va jugar en categories inferiors amb el Reial Jaén, l'Atlètic de Madrid B, la UD Almeria B, la UD Almeria, l'Albacete Balompié i l'Elx CF, i va ajudar l'Elx a aconseguir l'ascens a la primera divisió el 2020. Després va passar 18 mesos al Birmingham City de l'EFL Championship abans d'unir-se al Valladolid el 2022, inicialment cedit.

## Carrera de club

### Jaén
Sánchez va néixer a Campillo de Arenas, a la província de Jaén a Andalusia. Va aprendre a jugar a l'equip juvenil del Reial Jaén i va debutar amb el filial a la temporada 2009–10 a la Primera Andalusa. Va passar al primer equip la temporada següent, i va aparèixer regularment amb ells a la Segona Divisió B de tercer nivell.

### Atlètic de Madrid B
El 14 de juliol de 2011, Sánchez va signar un contracte de tres anys amb l'Atlètic de Madrid. Va ser destinat a l'equip B de l'Atlètic, que també va jugar a Segona B. Va jugar 18 partits la 2011–12, i va representar el club a la Copa Libertadores sub-20 de 2012 al Perú. En el que el jugador va atribuir a la seva actuació en aquell torneig, va ser convocat pel tècnic Diego Simeone per fer la pretemporada amb el primer equip abans de la temporada 2012-13. Va ser habitual de l'Atlètic B durant el segon i tercer anys de contracte, i només es va perdre tres partits la 2013-14, quan va evitar el descens al play-out amb l'ajuda d'un gol de Sánchez.

### Almeria
El juny de 2014, Sánchez va signar un contracte de tres anys amb un altre club de primer nivell, la UD Almeria, on va ser novament reclutat amb el seu equip B, que jugava a Segona B. En la seva primera temporada, va participar dues vegades amb el primer equip a la Copa del Rei 2014-15, la primera de les quals va ser el 5 de desembre quan va començar com a titular en una victòria fora de casa per 4-3 contra el Reial Betis, però només va jugar a la lliga amb el filial.
L'Almeria va descendir aquella temporada i Sánchez va ser inclòs a la plantilla del primer equip per a la 2015-16. Va debutar a Segona Divisió el 6 de setembre, com a substitut de Quique González a la segona part en una victòria a casa per 2-1 davant l'Osasuna, i va jugar 25 partits en totes les competicions.

### Albacete i cessió a l'Elx
Sánchez va ser utilitzat amb moderació per l'Almeria durant la primera meitat de la temporada, i el 18 de gener de 2017 va ser cedit al club de tercera categoria Albacete Balompié fins al juny. Els va ajudar a guanyar l'ascens, i es va unir a ells de manera permanent al final de la temporada, però no hi va arribar a jugar.
Va ser cedit a l'Elx CF de Segona Divisió B a l'agost, i va tenir un paper clau en el seu ascens a la segona categoria. El 26 de juny de 2018, va signar un contracte permanent de dos anys amb el club. Sánchez es va convertir en un habitual del conjunt, marcant 7 gols en 36 aparicions durant la seva primera temporada completa al club a Segona Divisió. En la seva segona temporada, l'Elx va ascendir a la primera divisió per primera vegada en cinc anys, derrotant el Girona FC als play-offs.

### Birmingham City
El 27 d'agost de 2020, Sánchez va fitxar com a agent lliure pel Birmingham City del Championship anglès (segon nivell); va pactar un contracte de tres anys amb opció a un quart. Va fer el seu debut a l'onze titular per al primer partit de Birmingham de la temporada, a casa contra el Brentford el 12 de setembre; Al minut 37, va llançar un córner després del qual Jérémie Bela va marcar l'únic gol del partit amb un xut de cap a prop del pal. Va ser nomenat a l'equip del mes de setembre del Championship, i en el primer partit d'octubre, amb un empat amb l'Stoke City, va tirar el córner mercès al qual Harlee Dean va fer el primer gol. Fora a Cardiff City el 16 de desembre, "va trencar la defensa amb una carrera d'eslàlom en què va sortejar tres defensors i va colpejar la pilota amb el peu esquerre des de la vora de l'àrea" per donar al Birmingham un avantatge de 2-1 amb el seu primer gol pel club; el partit va acabar amb una derrota per 3–2, però el gol va ser votat com a gol de la temporada de Birmingham.
Sánchez era un habitual del conjunt en dificultats amb l'entrenador Aitor Karanka, però cap al final de la temporada patia una hèrnia i necessitava injeccions per continuar. Va jugar només dues vegades amb el nou entrenador Lee Bowyer, i l'equip va evitar el descens i va començar la temporada següent encara amb dolor. Després de dues aparicions des de la banqueta, va ser operat, i va tornar a la banqueta de substituts a l'octubre, però el dolor continuat va obligar a tornar a un especialista i a operar-se més.

### Reial Valladolid
Mentre encara no estava en condicions, Sánchez es va traslladar al Reial Valladolid de Segona Divisió el 31 de gener de 2022 cedit fins a final de temporada. Finalment va debutar el 5 de març, com a substitut de la segona part en una victòria per 4-1 a Tenerife, i aviat es va consolidar a l'onze titular. Va acabar la temporada amb 12 partits (8 titulars) i va marcar dos gols, ajudant al Valladolid a aconseguir l'ascens com a subcampió, per darrere de la UD Almeria només per diferència de gols. El seu contracte de cessió incloïa una opció de compra, però no l'obligació de fer-ho. Havia deixat clar que volia quedar-se, el jugador va dir que si depengués d'ell, no hi hauria cap problema per acordar condicions amb el Valladolid.
L'estada de Sánchez al Reial Valladolid es va fer definitiva a final de temporada quan va signar un contracte de dos anys amb opció a un tercer. La tarifa no es va revelar, però es va informar que era de tan sols 100.000 €. El 13 d'agost de 2022, a poques setmanes del seu 30è aniversari, Sánchez va fer la seva primera aparició al futbol de primera categoria quan va substituir Gonzalo Plata a la segona meitat del partit inaugural de la temporada del Valladolid, una derrota per 3-0 a casa contra el Vila-real CF.